# Stylocidaris lineata
Stylocidaris lineata är en sjöborreart. Stylocidaris lineata ingår i släktet Stylocidaris och familjen piggsvinssjöborrar. Inga underarter finns listade i Catalogue of Life.